# ヤンチャ黙示録
ヤンチャ黙示録は、2005年4月から12月までテレビ東京で放送された深夜バラエティ番組(関東ローカル)で、お笑いシリーズの第2弾。フォーサイド・ドット・コムの一社提供。
放映時間は、毎週火曜日深夜3時15分~深夜3時45分。2クールで放送回数は全26回。1月よりテレビ東京で放送したマジ☆ワラに続くお笑い番組の第2弾となる。

## 概要
番組では個性派芸人、劇団ひとりとヒップホップアーチストYOU THE ROCK★が番組進行を務めた。多数の人気若手芸人とゲストの人気タレントと”新しくも懐かしい笑い”を繰り広げるというコンセプトだった。放送した映像は、未公開映像も含めてDVDで発売している。人間観察･人体実験など笑いの原点であるシンプルなネタを基に斬新かつ究極のブラックユーモアを盛り込んだ笑いを求めていた。 

## 出演者
芦沢教授、いちばんのり！、インスタントジョンソン、火災報知器、マシンガンズ、カメレオンブラザーズ、サワー沢口、ブラックパイナーSOS 他太田プロ所属若手芸人多数

## エンディングテーマ
デキシード・ザ・エモンズ「悲しみのページ」